# Paul Augustin Mayer
Paul Augustin Mayer, al secolo Paul Mayer (Altötting, 23 maggio 1911 – Roma, 30 aprile 2010), è stato un cardinale, arcivescovo cattolico e abate tedesco.

## Biografia
Divenne religioso benedettino, emettendo i voti il 17 maggio 1931. Fu ordinato sacerdote il 25 agosto 1935.
Studiò all'Università di Salisburgo e al Pontificio Ateneo Sant'Anselmo di Roma, di cui fu docente dal 1939 e dal 1949 al 1966 rettore. Dal 1957 al 1959 fu anche visitatore apostolico presso i seminari della Svizzera.
Durante il Concilio Vaticano II fu segretario della commissione preparatoria. Ebbe un ruolo determinante nella stesura del decreto Optatam Totius, sulla formazione sacerdotale, materia di cui era esperto.
Il 3 novembre 1966 fu eletto abate dell'abbazia di San Michele a Metten, appartenente alla congregazione di Baviera.
L'8 settembre 1971 divenne segretario della Congregazione per i religiosi e gli istituti secolari.
Il 6 gennaio 1972 fu nominato arcivescovo titolare di Satriano e il 13 febbraio fu consacrato vescovo nella basilica di San Pietro in Vaticano da papa Paolo VI.
L'8 novembre 1984 fu nominato pro-prefetto della Congregazione per il culto divino e la disciplina dei sacramenti, che fino al 28 giugno 1988 furono due congregazioni separate, ma entrambe sotto la sua guida.
Papa Giovanni Paolo II lo ha innalzato alla dignità cardinalizia nel concistoro del 25 maggio 1985 affidandogli la diaconia di Sant'Anselmo all'Aventino.
Il 1º luglio 1988 rinunciò all'incarico di prefetto e fu allora nominato presidente della Pontificia commissione "Ecclesia Dei" per un triennio, fino al 1º luglio 1991.
Il 29 gennaio 1996 optò per l'ordine dei cardinali presbiteri e conservò la sua diaconia, elevata a titolo pro illa vice.
Dopo la morte del cardinale austriaco salesiano Alfons Maria Stickler, avvenuta il 12 dicembre 2007, è divenuto il cardinale più anziano d'età.
Morì a Roma il 30 aprile 2010 all'età di 98 anni.
Le esequie si sono tenute il 3 maggio alle ore 11:30 all'Altare della Cattedra della Basilica di San Pietro. La santa messa è stata celebrata dal cardinale Angelo Sodano, decano del Collegio Cardinalizio. Al termine della celebrazione eucaristica, il Santo Padre Benedetto XVI ha rivolto la sua parola ai presenti e ha presieduto il rito dell'ultima commendatio e della valedictio. È sepolto nell'abbazia di San Michele a Metten.
Fu uno dei cardinali che celebrarono la Messa tridentina dopo la Riforma liturgica.

## Genealogia episcopale e successione apostolica
La genealogia episcopale è:
- Cardinale Scipione Rebiba
- Cardinale Giulio Antonio Santori
- Cardinale Girolamo Bernerio, O.P.
- Arcivescovo Galeazzo Sanvitale
- Cardinale Ludovico Ludovisi
- Cardinale Luigi Caetani
- Cardinale Ulderico Carpegna
- Cardinale Paluzzo Paluzzi Altieri degli Albertoni
- Papa Benedetto XIII
- Papa Benedetto XIV
- Papa Clemente XIII
- Cardinale Marcantonio Colonna
- Cardinale Giacinto Sigismondo Gerdil, B.
- Cardinale Giulio Maria della Somaglia
- Cardinale Carlo Odescalchi, S.I.
- Cardinale Costantino Patrizi Naro
- Cardinale Lucido Maria Parocchi
- Papa Pio X
- Papa Benedetto XV
- Papa Pio XII
- Cardinale Eugène Tisserant
- Papa Paolo VI
- Cardinale Paul Augustin Mayer, O.S.B.

La successione apostolica è:
- Vescovo Ricardo José Weberberger, O.S.B. (1979)